# Saison 2006-2007 du Stade Malherbe Caen
Maillots
Chronologie
Saison précédente Saison suivante
La saison 2006-2007 du Stade Malherbe de Caen, club de football français, voit les dirigeants du club annoncer leur ambition de terminer parmi les trois premiers de Ligue 2. Mission réussie : l'équipe ne quitte quasiment pas le podium de la saison, termine à la deuxième place, et obtient le retour du club en Ligue 1.

## Résumé de la saison
Après la belle fin de saison précédente, Franck Dumas conserve son poste, et la stabilité est de mise. Le seul départ d'importance est celui du milieu défensif et capitaine Ronald Zubar, parti à Marseille contre une indemnité de plus de trois millions d'euros. Il est remplacé poste pour poste par Grégory Proment, tandis que Nicolas Seube devient capitaine. Le club obtient également le retour du buteur Sébastien Mazure, qui a connu une saison à l'AS Saint-Etienne gâchée par les blessures.
Le Stade Malherbe commence la saison sur les chapeaux de roues, avec treize matchs consécutifs sans défaite. L'attaque caennaise, dynamisée par l'explosion de Yoan Gouffran, est la plus prolifique de Ligue 2. À la trêve hivernale, les Caennais comptent dix points d'avance sur le quatrième, le Havre AC. Les Caennais n'auront perdu que quatre matchs en 2006.
Pourtant l'équipe connait un passage à vide en mars, avec six matchs sans victoire, et voit le club d'Amiens revenir à deux points, à trois journées de la fin. Les deux clubs remportent dans la foulée deux victoires et doivent se disputer la montée lors de la dernière journée. En déplacement à Libourne, les Caennais ouvrent la marque dès la première minute avant d'être rejoints en deuxième mi-temps. La tension est immense, mais Gouffran donne finalement l'avantage aux Caennais, qui terminent à la deuxième place du classement derrière le FC Metz et peuvent ainsi fêter leur retour en Ligue 1. En fin de saison, Yoan Gouffran est élu meilleur joueur de Ligue 2 lors des trophées UNFP du football.
Par ailleurs, l'équipe réserve accède au championnat de France amateurs et le nouveau centre de formation est inauguré, concrétisant l'ambition du club de figurer parmi l'élite française de la formation.

## Transferts

### Arrivées
| Nom              | Poste             | Nationalité sportive | Transfert         | Provenance       |
| ---------------- | ----------------- | -------------------- | ----------------- | ---------------- |
| Sébastien Mazure | attaquant         | France               | Transfert (1M€)   | AS Saint-Étienne |
| Grégory Proment  | milieu de terrain | France               | Transfert (libre) | FC Metz          |

### Départs
| Nom              | Poste             | Nationalité sportive | Transfert              | Provenance               |
| ---------------- | ----------------- | -------------------- | ---------------------- | ------------------------ |
| Ronald Zubar     | défenseur         | France               | Transfert (3,5M€)      | Olympique de Marseille   |
| Jimmy Hebert     | milieu de terrain | France               | Arrêt                  |                          |
| Yohann Eudeline  | milieu de terrain | France               | Transfert (libre)      | EA Guingamp              |
| Benoît Lesoimier | milieu de terrain | France               | Transfert (libre)      | Clermont Foot            |
| Bruno Grougi     | milieu de terrain | France               | Transfert (libre)      | Clermont Foot            |
| Aziz Ben Askar   | défenseur         | Maroc                | Transfert (libre)      | Al Shamal ( Qatar)       |
| Oumar Bakari     | milieu de terrain | France               | Transfert (libre)      | Charleroi SC ( Belgique) |
| Samy Mawéné      | défenseur         | France               | Transfert (libre)      | Millwall ( Angleterre)   |
| Stéphane Zubar   | défenseur         | France               | Prêt (mercato d'hiver) | Pau FC                   |

## Effectif

### Joueurs utilisés
| Joueur         | Ligue 2 | Ligue 2 | CDL | CDL | CDF | CDF |
| Joueur         | M.      | B.      | M.  | B.  | M.  | B.  |
| -------------- | ------- | ------- | --- | --- | --- | --- |
| Vincent Plante | 38      | 0       | 0   | 0   | 0   | 0   |
| Benoît Costil  | 0       | 0       | 1   | 0   | 3   | 0   |

| Joueur          | Ligue 2 | Ligue 2 | CDL | CDL | CDF | CDF |
| Joueur          | M.      | B.      | M.  | B.  | M.  | B.  |
| --------------- | ------- | ------- | --- | --- | --- | --- |
| Cédric Hengbart | 37      | 4       | 1   | 0   | 3   | 0   |
| Nicolas Seube   | 34      | 0       | 0   | 0   | 3   | 0   |
| Jérémy Sorbon   | 34      | 1       | 1   | 0   | 3   | 1   |
| Grégory Leca    | 29      | 0       | 1   | 0   | 0   | 0   |
| Brahim Thiam    | 21      | 0       | 1   | 0   | 2   | 1   |
| Mustapha Traore | 13      | 0       | 1   | 0   | 2   | 0   |
| Kenny Gillet    | 0       | 0       | 1   | 0   | 0   | 0   |

| Joueur             | Ligue 2 | Ligue 2 | CDL | CDL | CDF | CDF |
| Joueur             | M.      | B.      | M.  | B.  | M.  | B.  |
| ------------------ | ------- | ------- | --- | --- | --- | --- |
| Yoan Gouffran      | 37      | 15      | 0   | 0   | 3   | 1   |
| Nicolas Florentin  | 37      | 7       | 1   | 0   | 2   | 0   |
| Grégory Proment    | 36      | 0       | 0   | 0   | 3   | 0   |
| Anthony Deroin     | 33      | 3       | 0   | 0   | 2   | 0   |
| Reynald Lemaitre   | 33      | 1       | 1   | 0   | 2   | 0   |
| Alexandre Raineau  | 7       | 0       | 1   | 0   | 3   | 0   |
| Guillaume Quellier | 4       | 0       | 1   | 0   | 0   | 0   |

| Joueur           | Ligue 2 | Ligue 2 | CDL | CDL | CDF | CDF |
| Joueur           | M.      | B.      | M.  | B.  | M.  | B.  |
| ---------------- | ------- | ------- | --- | --- | --- | --- |
| Stéphane Samson  | 32      | 11      | 1   | 0   | 3   | 1   |
| Lilian Compan    | 26      | 10      | 0   | 0   | 1   | 4   |
| Elliot Grandin   | 23      | 2       | 1   | 0   | 2   | 1   |
| Sébastien Mazure | 20      | 4       | 0   | 0   | 1   | 0   |
| Julien Toudic    | 18      | 7       | 1   | 0   | 1   | 0   |
| Julien Valero    | 7       | 0       | 0   | 0   | 2   | 0   |

## Les rencontres de la saison

### Ligue 2
| Date     | Domicile             | Score | Visiteurs            | Buteur(s)                                                                                                  | Carton(s) | Spectateurs | Arbitre       | Class. | Écart |
| -------- | -------------------- | ----- | -------------------- | --- | --- | ----------- | ------------- | ------ | ----- |
| 28/07/06 | SM Caen              | 2-1   | Libourne             | SM Caen Gouffran 4e Compan 57e Football Club Libourne-Saint-Seurin Brillault 59e                           | SM Caen Hengbart 45e Gouffran 52eFlorentin 58e Lemaitre 77e Football Club Libourne-Saint-Seurin Rambier 12e Kouassi 40e Astier 47e Livramento 63e | 13 350      | G. Grégoire   | 5      | 0     |
| 04/08/06 | Dijon                | 0-2   | SM Caen              | SM Caen Mazure 41e Florentin 43e                                                                           | Dijon Football Côte d'Or Tacalfred 76e SM Caen Deroin 20e Sorbon 36e Thiam 45e Lemaitre 81e                                                       | 5 357       | J. Auroux     | 2      | +2    |
| 08/08/06 | SM Caen              | 1-0   | Brest                | SM Caen Lemaitre 70e                                                                                       | SM Caen Seube 66e Stade brestois 29 Guegan 43e Massot 81e                                                                                         | 15 571      | A. Gautier    | 1      | +2    |
| 14/08/06 | Amiens SC            | 2-2   | SM Caen              | Amiens SC Casartelli 71e Giresse 74e SM Caen Compan 25e Samson 65e                                         | Amiens SC De Freitas 31e Raynier 38e Nicaise 88e SM Caen Proment 17e Samson 90e                                                                   | 7 252       | P. Kalt       | 2      | +2    |
| 18/08/06 | SM Caen              | 2-0   | Bastia               | SM Caen Hengbart 49e Compan 92e                                                                            | SM Caen Seube 25e Deroin 54e Gouffran 68e Sporting Club de Bastia Gomez 53e Leca 68e                                                              | 19 135      | B. Derrien    | 1      | +3    |
| 25/08/06 | Le Havre             | 2-2   | SM Caen              | Le Havre Athletic Club Football Association Martot 20e Laurant 74e SM Caen Samson 30e Compan 82e           | Le Havre Athletic Club Football Association Baca 37e Ait Ben Idir 40e SM Caen Thiam 45e Compan 52e Sube 64e Deroin 73e                            | 14 423      | L. Jaffredo   | 2      | +2    |
| 07/09/06 | SM Caen              | 0-0   | Metz                 | | SM Caen Florentin 55e Football Club de Metz Ndiaye 25e Gueye 63e                                                                                  | 16 723      | G. Lecellier  | 3      | +2    |
| 15/09/06 | Niort                | 2-2   | SM Caen              | Chamois niortais football club Leroy 59e Gonzalez 67e SM Caen Hengbart 23e Sorbon 71e                      | Chamois niortais football club Couturier 44e Chapuis 65e Gonzalez 69e SM Caen Sorbon 45e                                                          | 3 735       | R. Gaillard   | 3      | +1    |
| 22/09/06 | SM Caen              | 1-0   | Tours                | SM Caen Gouffran 26e                                                                                       | Stade brestois 29 Tokéné 4e Collet 39e | 12 349      | L. Duhamel    | 3      | +1    |
| 29/09/06 | EA Guingamp          | 1-3   | SM Caen              | EA Guingamp Djoman 24e SM Caen Gouffran 28e Deroin 66e Mazure 93e                                          | EA Guingamp Leugueun 52e | 7 004       | P. Malige     | 2      | +3    |
| 16/10/06 | SM Caen              | 0-0   | Montpellier          | | SM Caen Sorbon 40e Deroin 51e Thiam 55e Compan 73e Montpellier Hérault Sport Club Cambon 27e Mantaño 66e Cissé 79e                                | 14 759      | E. Poulat     | 2      | +2    |
| 22/10/06 | Strasbourg           | 3-2   | SM Caen              | Racing Club de Strasbourg Mouloungui 3e Tum 62e Cohade 90e SM Caen Mazure 12e Samson 93e                   | Racing Club de Strasbourg Deroff 40e Johansen 72e Bellaïd 81e SM Caen Lemaitre 21e Florentin 49e Sorbon 67e                                       | 16 139      | D. Ledentu    | 5      | 0     |
| 27/10/06 | SM Caen              | 4-0   | Ajaccio              | SM Caen Florentin 32e 56e Deroin 65e Compan 88e                                                            | SM Caen Mazure 7e Proment 25e Gouffran 47e Athletic Club Ajaccien Rodrigo 30e Lacombe 53e Dzodic 56e                                              | 15 743      | A. Castro     | 2      | +1    |
| 03/11/06 | Grenoble             | 1-1   | SM Caen              | Grenoble Foot 38 Dja Djédjé 8e SM Caen Samson 43e                                                          | Grenoble Foot 38 Coradini Vivian 37e Kermorgant 54e Yanev 64e SM Caen Florentin 37e Hengbart 92e                                                  | 5 894       | B. Layec      | 3      | +2    |
| 07/11/06 | SM Caen              | 1-0   | US Créteil-Lusitanos | SM Caen Grandin 78e                                                                                        | SM Caen Deroin 27e US Créteil-Lusitanos Grégori 45e 88e                                                                                           | 12 970      | P. Vileo      | 2      | +2    |
| 10/11/06 | FC Gueugnon          | 0-1   | SM Caen              | SM Caen Gouffran 45e                                                                                       | FC Gueugnon Adam 61e Colleau 67e Correia 87e SM Caen Florentin 76e Thiam 86e Samson 94e                                                           | 2 277       | J. Auroux     | 2      | +4    |
| 17/11/06 | SM Caen              | 1-0   | Châteauroux          | SM Caen Gouffran 47e                                                                                       | SM Caen Thiam 76e La Berrichonne de Châteauroux Bates 45e Vandenbossche 23e 86e Fernandez 93e                                                     | 15 091      | P. Kalt       | 2      | +4    |
| 04/12/06 | Stade de Reims       | 2-2   | SM Caen              | Stade de Reims Féret 25e Maspimby 57e SM Caen Gouffran 60e 62e                                             | Stade de Reims Baldé 12e SM Caen Gouffran 77e | 6 098       | A. Castro     | 2      | +5    |
| 08/12/06 | SM Caen              | 4-0   | Istres               | SM Caen Mazure 24e Samson 30e 47e Florentin 42e                                                            | Athletic Club Ajaccien Denaiche 90e | 13 233      | S. Bré        | 2      | +7    |
| 22/12/06 | SM Caen              | 3-2   | Dijon FCO            | SM Caen Samson 16e Florentin 56e Grandin 77e Dijon FCO Mangione 34e Grégoire 62e                           | SM Caen Thiam 44e Seube 61eDeroin 62e Florentin 65e Grandin 77e Dijon FCO Asuar 23e Tacalfred 31e Masson 52e Vosahlo 73e                          | 17 177      | O. Lamarre    | 2      | +10   |
| 15/01/07 | Brest                | 2-2   | SM Caen              | Stade brestois 29 Socrier 25e Akpa Akpro 92e SM Caen Compan 40e Gouffran 52e                               | Stade brestois 29 Poulard 42e Charpenet 45e Liabeuf 78e SM Caen Deroin 34e Traoré 36e Hengbart 42e Sorbon 65e                                     | 5 989       | C. Cotrel     | 2      | +8    |
| 26/01/07 | SM Caen              | 3-1   | Amiens SC            | SM Caen Gouffran 2e Samson 35e Gouffran 91e Amiens SC Kinkela 55e                                          | SM Caen Proment 33e Deroin 45e Mazure 67e Amiens SC Boche 31e 68e Levrat 39e Fayolle 84e                                                          | 13 309      | J. Auroux     | 2      | +8    |
| 02/02/07 | Bastia               | 2-0   | SM Caen              | Sporting Club de Bastia André 24e Cherrad 34e                                                              | Sporting Club de Bastia Gomez 19e André 23e Barthélémy 40e 42e Bertin d'Avesnes 92e SM Caen Thiam 68e                                             | 2 884       | O. Thual      | 2      | +5    |
| 09/02/07 | SM Caen              | 1-1   | Le Havre             | SM Caen Toudic 56e Le Havre Athletic Club Football Association Lesage 35e                                  | SM Caen Sorbon 20e 84e Seube 44e Toudic 93e Le Havre Athletic Club Football Association Bedimo 37e Digard 61e Traoré 88e Kharbouchi 91e           | 20 886      | H. Piccirillo | 2      | +5    |
| 19/02/07 | Metz                 | 2-0   | SM Caen              | Football Club de Metz Cissé 5e Gueye 77e                                                                   | Football Club de Metz Béria 46e SM Caen Hengbart 80e                                                                                              | 12 563      | T. Chapron    | 2      | +2    |
| 23/02/07 | SM Caen              | 4-0   | Chamois niortais FC  | SM Caen Compan 19e 49e Samson 36e Toudic 85e                                                               | SM Caen Traoré 56e Chamois niortais FC Cellier 92e                                                                                                | 14 773      | O. Lamarre    | 2      | +5    |
| 05/03/07 | Tours                | 2-3   | SM Caen              | Tours Football Club Vairelles 85e Mandanne 92e SM Caen Compan 24e Hengbart 43e Toudic 86e                  | Tours Football Club Carmona 22e Benatia 42e SM Caen Sorbon 20e Hengbart 65e                                                                       | 7 675       | S. Djouzi     | 2      | +8    |
| 09/03/07 | SM Caen              | 1-1   | EA Guingamp          | SM Caen Samson 36e EA Guingamp Meslin 65e                                                                  | SM Caen Leca 58e Sorbon 75e EA Guingamp Bisconti 6e Koscielny 35e Martini 35e                                                                     | 15 482      | P. Chat       | 2      | +9    |
| 16/03/07 | Montpellier HSC      | 1-2   | SM Caen              | Montpellier HSC Mendy 3e SM Caen Toudic 51e Samson 53e                                                     | Montpellier HSC Padula 20e Ngambi 24e Oliseh 36e Mendy 57e SM Caen Leca 12e Samson 24e                                                            | 5 726       | H. Piccirillo | 2      | +9    |
| 30/03/07 | SM Caen              | 2-2   | RC Strasbourg        | SM Caen Gouffran 8e 33e RC Strasbourg Mouloungui 26e 47e                                                   | SM Caen Hengbart 50e Proment 81e RC Strasbourg Devaux 70e                                                                                         | 20 459      | P. Malige     | 2      | +8    |
| 06/04/07 | Ajaccio              | 0-0   | SM Caen              | | Athletic Club Ajaccien Laurenti 22e SM Caen Toudic 26e                                                                                            | 2 141       | S. Moulin     | 2      | +6    |
| 13/04/07 | SM Caen              | 0-1   | Grenoble             | Grenoble Foot 38 Dja Djédjé 60e                                                                            | Grenoble Foot 38 N'ganga 38e Robin 54e Wimbée 69e                                                                                                 | 17 357      | B. Derrien    | 2      | +6    |
| 20/04/07 | US Créteil-Lusitanos | 4-3   | SM Caen              | US Créteil-Lusitanos Rui Pataca 3e Khenniche 23e Loja 45e Boulebda 75e SM Caen Toudic 27e 89e Gouffran 66e | US Créteil-Lusitanos Amirèche 40e Terrier 75e SM Caen Traoré 43e 67e Sorbon 65e Proment 65e Deroin 75e Gouffran 75e                               | 4 557       | B. Coué       | 3      | +5    |
| 30/04/07 | SM Caen              | 1-1   | FC Gueugnon          | SM Caen Toudic 46e FC Gueugnon Niflore 21e                                                                 | SM Caen Florentin 17e Lemaitre 33e FC Gueugnon Hauw 73e                                                                                           | 18 972      | S. Ennjimi    | 2      | +4    |
| 04/05/07 | Châteauroux          | 1-1   | SM Caen              | La Berrichonne de Châteauroux Grauss 72e SM Caen Gouffran 67e                                              | La Berrichonne de Châteauroux Bates 82e SM Caen Proment 32e Leca 41e                                                                              | 8 220       | L. Jaffredo   | 3      | +2    |
| 11/05/07 | SM Caen              | 2-1   | Stade de Reims       | SM Caen Florentin 57e Compan 75e Stade de Reims Akouzar 32e                                                | SM Caen Hengbart 69e Gouffran 92e Stade de Reims Tourenne 34e                                                                                     | 20 372      | A. Castro     | 3      | +2    |
| 18/05/07 | Istres               | 1-2   | SM Caen              | Football Club Istres Ouest Provence M'Futi 48e SM Caen Florentin 2e Hengbart 33e                           | Football Club Istres Ouest Provence Dembélé 33e M'Futi 37e Gallon 39e SM Caen Thiam 46e Lemaitre 85e                                              | 4 680       | G. Lecellier  | 3      | +2    |
| 25/05/07 | Libourne             | 1-2   | SM Caen              | Football Club Libourne-Saint-Seurin Deranja 70e SM Caen Deroin 1re Gouffran 82e                            | Football Club Libourne-Saint-Seurin Kabore 22e SM Caen Lemaitre 84e                                                                               | 4 073       | T. Auriac     | 2      | +2    |

### Classement buteurs championnat
| Classement | Joueurs           | But(s) | Détails | Matchs joués (titulaire) | But/match |
| ---------- | ----------------- | ------ | --- | ------------------------ | --------- |
| 1          | Yoan Gouffran     | 15     | 1. Journée 1 : FC Libourne-Saint-Seurin : 1-0 2. Journée 9 : Tours FC : 1-0 3. Journée 10 : EA Guingamp : 1-0 4. Journée 16 : FC Gueugnon : 0-1 5. Journée 17 : LB Châteauroux : 1-0 6. Journée 18 : Stade de Reims : 2-1 & 2-2 7. Journée 18 : Stade de Reims : 2-1 & 2-2 8. Journée 21 : Stade Brestois : 1-2 9. Journée 22 : Amiens SC : 1-0 & 3-1 10. Journée 22 : Amiens SC : 1-0 & 3-1 11. Journée 30 : RC Strasbourg : 1-0 & 2-1 12. Journée 30 : RC Strasbourg : 1-0 & 2-1 13. Journée 33 : US Créteil-Lusitanos : 3-2 14. Journée 35 : LB Châteauroux : 0-1 15. Journée 38 : FC Libourne-Saint-Seurin : 1-2 | 37 (37)                  | 0,41      |
| 2          | Stéphane Samson   | 11     | 1. Journée 4 : Amiens SC : 0-2 2. Journée 6 : Le Havre AC : 1-1 3. Journée 12 : RC Strasbourg : 3-2 4. Journée 14 : Grenoble Foot : 1-1 5. Journée 19 : FC Istres : 2-0 & 4-0 6. Journée 19 : FC Istres : 2-0 & 4-0 7. Journée 20 : Dijon FCO : 1-0 8. Journée 22 : Amiens SC : 2-0 9. Journée 26 : Chamois niortais FC : 2-0 10. Journée 26 : EA Guingamp : 1-0 sp 11. Journée 29 : Montpellier HSC : 1-2 | 32 (20)                  | 0,34      |
| 3          | Lilian Compan     | 10     | 1. Journée 1 : FC Libourne-Saint-Seurin : 2-0 2. Journée 4 : Amiens SC : 0-1 sp 3. Journée 5 : SC Bastia : 2-0 4. Journée 6 : Le Havre AC : 2-2 5. Journée 13 : AC Ajaccio : 4-0 6. Journée 21 : Stade Brestois : 1-1 7. Journée 26 : Chamois niortais FC : 1-0 & 3-0 8. Journée 26 : Chamois niortais FC : 1-0 & 3-0 9. Journée 27 : Tours FC : 1-0 10. Journée 36 : Stade de Reims : 2-1 | 26 (25)                  | 0,38      |
| 4          | Nicolas Florentin | 7      | 1. Journée 2 : Dijon FCO : 2-0 2. Journée 13 : AC Ajaccio : 1-0 & 2-0 3. Journée 13 : AC Ajaccio : 1-0 & 2-0 4. Journée 19 : FC Istres : 3-0 5. Journée 20 : Dijon FCO : 2-1 6. Journée 36 : Stade de Reims : 1-1 7. Journée 27 : FC Istres : 0-1 | 37 (28)                  | 0,19      |
|            | Julien Toudic     | 7      | 1. Journée 24 : Le Havre AC : 1-1 2. Journée 26 : Chamois niortais FC : 4-0 3. Journée 27 : Tours FC : 1-3 4. Journée 29 : Montpellier HSC : 1-1 5. Journée 33 : US Créteil-Lusitanos : 2-1 & 4-3 6. Journée 33 : US Créteil-Lusitanos : 2-1 & 4-3 7. Journée 34 : FC Gueugnon : 1-1 | 18 (6)                   | 0,39      |
| 6          | Sébastien Mazure  | 4      | 1. Journée 2 : Dijon FCO : 1-0 2. Journée 10 : EA Guingamp : 1-3 3. Journée 12 : RC Strasbourg : 1-1 4. Journée 19 : FC Istres : 1-0 | 20 (18)                  | 0,20      |
|            | Cédric Hengbart   | 4      | 1. Journée 5 : SC Bastia : 1-0 2. Journée 8 : Chamois niortais FC : 0-1 3. Journée 27 : Tours FC : 0-2 4. Journée 37 : FC Istres : 0-2 sp | 37 (37)                  | 0,11      |
| 8          | Anthony Deroin    | 3      | 1. Journée 10 : EA Guingamp : 1-2 2. Journée 13 : AC Ajaccio : 3-0 3. Journée 13 : FC Libourne-Saint-Seurin : 0-1 | 33 (32)                  | 0,09      |
|            | Elliot Grandin    | 2      | 1. Journée 15 : US Créteil-Lusitanos : 1-0 2. Journée 20 : Dijon FCO : 3-2 | 23 (5)                   | 0,09      |
| 10         | Jérémy Sorbon     | 1      | 1. Journée 8 : Chamois niortais FC : 2-2 | 34 (34)                  | 0,03      |
|            | Reynald Lemaitre  | 1      | 1. Journée 3 : Stade Brestois : 1-0 | 33 (16)                  | 0,03      |

### Coupe de France 2006/2007
| Tour          | Date     | Domicile            | Score | Visiteurs | Buteur(s)                                                                                        | Carton(s)                                                                              | Spect. | Arbitre    |
| ------------- | -------- | ------------------- | ----- | --------- | ------------------------------------------------------------------------------------------------ | -------------------------------------------------------------------------------------- | ------ | ---------- |
| 7e            | 25/11/06 | Chantilly (DH)      | 0-2   | SM Caen   | SM Caen Sorbon 50e Gouffran 80e                                                                  | N.C.                                                                                   | 700    | A. Gautier |
| 8e            | 17/12/06 | Calonne-Liévin (PH) | 2-7   | SM Caen   | Calonne-Liévin : Bernard 33e 47e SM Caen Gouffran 8e Compan 17e 22e 60e 62e Thiam 27e Samson 67e | SM Caen Lemaitre 29e Sorbon 44e Deroin 55e                                             | 1 800  | R. Buquet  |
| 32e de finale | 06/01/07 | Valenciennes (L1)   | 2-1   | SM Caen   | Valenciennes Football Club Savidan 71e Dufresne 89e SM Caen Grandin 64e                          | Valenciennes Football Club Saez 35e Rippert 67e Haddad 87e Mater 90e SM Caen Thiam 71e | 4 216  | B. Layec   |

### Coupe de la Ligue 2006/2007
| Tour | Date     | Domicile            | Score | Visiteurs | Buteur(s)                  | Carton(s)                                   | Spect. | Arbitre    |
| 2e   | 22/08/06 | Stade de Reims (L2) | 1-0   | SM Caen   | Stade de Reims N'Zigou 76e | Stade de Reims Burle 29e SM Caen Gillet 39e | 6 205  | D. Falcone |